# Iwrestledabearonce
Iwrestledabearonce — американская группа из Шривпорта (Луизиана), образованная в 2007 году.

## История
Iwrestledabearonce была сформирована в 2007 году в Шривпорте (Луизиана). Группа подписала контракт со звукозаписывающей студией Tragic Hero Records и издала свой дебютный EP Iwrestledabearonce EP под этим лейблом. В 2008 году она заключила контракт с Century Media Records, и 2 июня 2009 года в США вышел первый полный альбом группы It’s All Happening, который появился на европейских прилавках 31 августа того же года. Альбом достиг 122-й строчки в Billboard 200
В июле 2012 года вокалистка Криста Кэмерон покинула группу в связи с рождением ребёнка. На замену ей пришла Кортни ЛаПланте.

## Музыкальный стиль
Считается, что они играют дэткор, грайндкор и маткор одновременно с частой сменой жанров в течение самих песен, включая джаз, диско, свинг и электронную музыку. Их музыка в общих чертах описывается, как «судорожное смешение жанров», и известна своими спокойными интерлюдиями в середине песен.

## Дискография
Альбомы
- It’s All Happening (Century Media, 2009)
- Ruining It for Everybody (Century Media, 2011)
- Late for Nothing (Century Media, 2013)
- Hail Mary (Artery Recordings[англ.], 2015)

EP
- Iwrestledabearonce EP (Tragic Hero Records[англ.], 2007)

## Участники
| Финальный состав - Стивен Брэдли — соло-гитара, программирование (с 2007) - Майки Монтгомери — ударные, бэк-вокал (с 2008) - Майк «Rickshaw» Мартин — бас-гитара (с 2009) | Бывшие участники - Брайан Дозье — бас-гитара (2007—2008) - Райан Пирсон — ударные (2007—2008) - Дэниэл Эндрюс — клавишные, семплы, программирование (2007—2009) - Криста Кэмерон — вокал (2007—2012) - Мелисса Кэмерон — ритм-гитара (2008—2009) - Дэйв Бранч — бас-гитара (2008—2009) - Джон Гэйни — ритм-гитара, программирование (2007—2008, 2009—2013) - Кортни ЛаПланте — вокал (2012—2016) - Майк Стрингер — ритм-гитара (2013—2016) |